# Issachar Jacox Roberts
Issachar Jacox Roberts (1802 – 1871) fue un misionero bautista estadounidense en la China del siglo XIX. 
Roberts nació en el condado de Sumner (Tennessee), y se graduó de la Furman University, un colegio Baptista en Greenville, Carolina del Sur. Influenció a Hong Xiuquan (洪秀全), el Hakka que lideró la Rebelión Taiping (1851-1864) contra la dinastía Qing.
Falleció en el condado de Madison (Illinois).